# Cheyne-stokesademhaling
Cheyne-stokesademhaling  is een abnormaal patroon van ademhaling dat wordt gekenmerkt door periodes van ademhaling waarbij het teugvolume (de hoeveelheid in- en uitgeademde lucht per ademhaling) langzaam toeneemt en weer afneemt en waarbij ook de frequentie onregelmatig kan zijn, waarna er een periode van apneu optreedt. Bij gevallen van toenemende intracraniële druk is het meestal het eerste ademhalingspatroon dat optreedt.

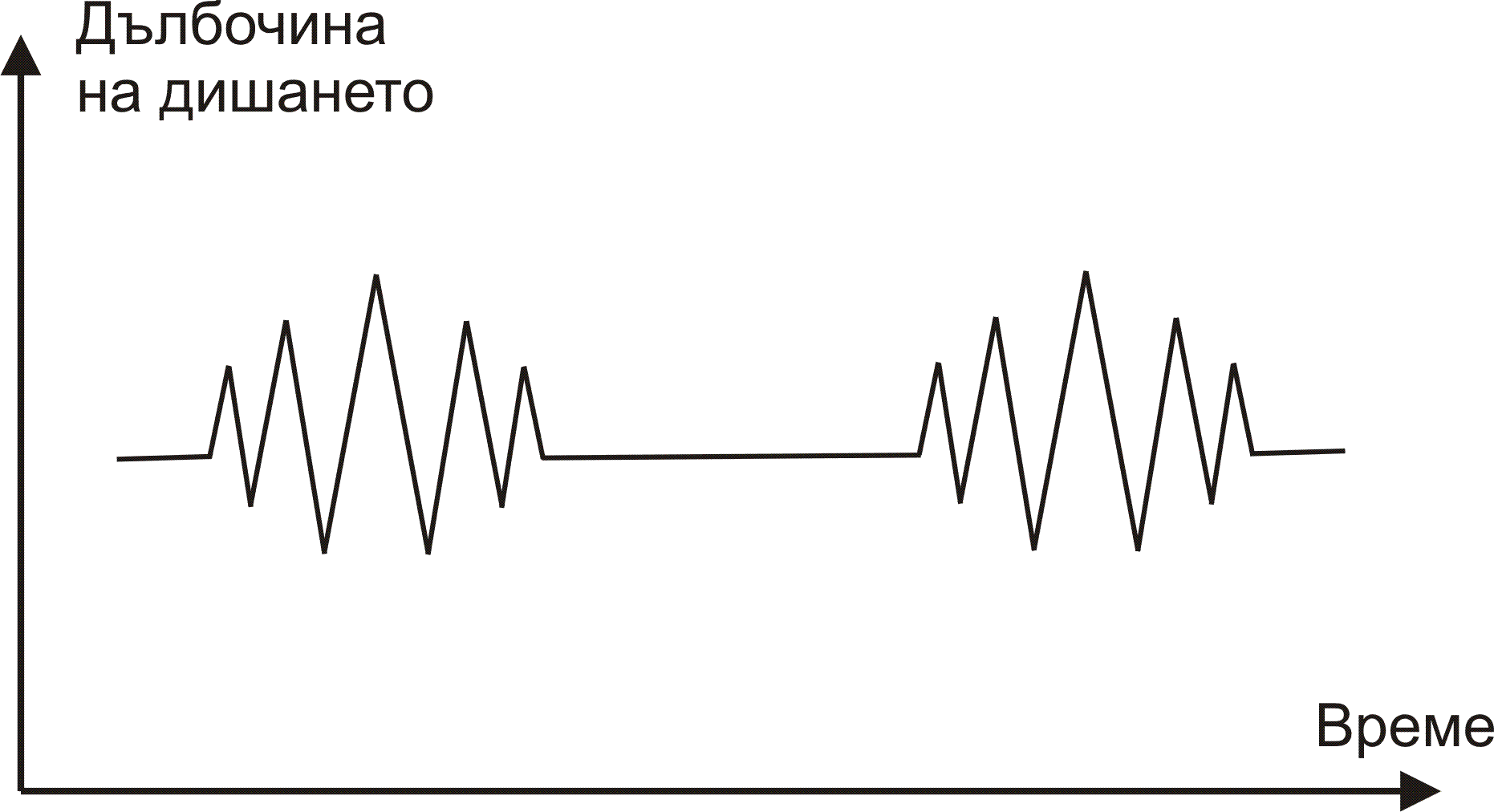
Grafiek van een cheyne-stokesademhaling

Het patroon wordt veroorzaakt doordat het ademhalingscentrum in de hersenen minder gevoelig wordt voor de partiële CO2-druk in het arteriële bloed. Gedurende de stijging van het CO2-gehalte dalen de diepte en de frequentie van de ademhaling, totdat het CO2-gehalte een bepaalde normwaarde overschrijdt. Dit is een aanzet tot snel en diep ademhalen om de gaswaarden in het bloed weer binnen normale proporties te brengen.
Dit patroon van ademhalen wordt gezien bij patiënten met herseninfarcten, hoofdverwondingen of hersentumoren. Ook bij patiënten met hartfalen en een centraal apneu wordt het waargenomen. Bij het stervensproces komt het vaak voor. Bij gezonde personen wordt het soms waargenomen als zij slapen op grote hoogte. Een andere situatie waarin cheyne-stokesademhaling kan optreden is een overdosis opiaat of cocaïne.

## Naamgeving
De naam van dit specifieke ademhalingstype is vernoemd naar de Schotse arts John Cheyne (1777-1836) en de Ierse arts William Stokes (1804-1878). De eerstgenoemde beschreef het verschijnsel voor het eerst in 1818, terwijl 28 jaar later het specifieke ademhalingstype nogmaals werd beschreven door Stokes.